# Technisches Referendariat
Im Technischen Referendariat erhalten Absolventen eines technischen Studiengangs einer Universität und seit jüngster Zeit auch Hochschulabsolventen von Fachhochschulen mit einem qualifizierten Masterabschluss technischer Fachrichtungen eine Ausbildung mit einer Dauer zwischen 18 und 24 Monaten. Der Abschluss ist in vielen Bereichen die Zugangsvoraussetzung für den höheren technischen Verwaltungsdienst in den Beamtenlaufbahnen.
Das Technische Referendariat ist der Vorbereitungsdienst für den höheren technischen Verwaltungsdienst.

## Fachrichtungen
Angeboten wird das technische Referendariat in folgenden Fachrichtungen:
- Arbeitsschutz
- Architektur
- Bahnwesen[1]
- Bauingenieurwesen
- Geodäsie und Geoinformation
- Landespflege
- Luftfahrttechnik
- Maschinen- und Elektrotechnik der Wasserstraßen
- Maschinen- und Elektrotechnik in der Verwaltung
- Stadtbauwesen
- Städtebau
- Straßenwesen
- Umwelttechnik/Umweltschutz
- Wasserwesen
- Wehrtechnik

## Ausbildungsvoraussetzungen
Voraussetzung ist in der Regel ein technisches Hochschulstudium zum Beispiel als Diplom-Ingenieur an einer Universität und seit jüngster Zeit auch ein qualifizierter Master, der auch an Fachhochschulen erworben werden kann. Zudem ist es für das Referendariat notwendig, in der Bewerberauswahl der ausbildenden Behörde ausgewählt und ernannt zu werden. Für die Ernennung sind die Voraussetzungen der jeweils geltenden Beamtengesetze zum Beispiel Bundesbeamtengesetz zu erfüllen. Die Ernennung erfolgt zum Beamten auf Widerruf. Das Beamtenverhältnis endet mit dem endgültigen Bestehen oder Nichtbestehen der Großen Staatsprüfung.

## Ausbildungsziele
Voraussetzung ist in der Regel ein technisches Hochschulstudium zum Beispiel als Diplom-Ingenieur oder als Master. Auf diesen Abschluss folgt der Vorbereitungsdienst als Beamter auf Widerruf. Durch das Referendariat wird die laufbahnrechtliche Befähigung für den höheren technischen Verwaltungsdienst erworben. Für den öffentlichen Dienst wird in der Regel bedarfsorientiert, das heißt nur in der benötigten Anzahl, eingestellt. Während diese Befähigung ursprünglich nur im öffentlichen Dienst eine Bedeutung hatte, kommen heute viele Absolventen auch in gehobenen Positionen der privaten Wirtschaft unter.
Zudem bietet das technische Referendariat – ergänzend zu den verbesserten Karrierechancen – eine sehr gute Möglichkeit, sich praxisnah in die Handlungsfelder des jeweiligen Fachgebietes einzuarbeiten und das im Studium erworbene Fachwissen erheblich auszuweiten. Im technischen Referendariat werden vor allem umfassende Kenntnisse auf den Gebieten Verwaltung, Recht, Planung, Betrieb und Mitarbeiterführung vermittelt.
Mit Ausnahme der Länder Bayern und Baden-Württemberg werden die Abschlussprüfungen zentral vom Oberprüfungsamt für das technische Referendariat in Bonn abgenommen. Nach dem erfolgreichen Bestehen der Großen Staatsprüfung sind die Absolventen berechtigt, die Berufsbezeichnung Assessor (zum Beispiel Bauassessor oder Assessor der Landespflege) zu führen. Absolventen der Länder Baden-Württemberg und Bayern bekommen zudem den Titel Regierungsbaumeister verliehen.

## Ausbildungsinhalte
Die Ausbildung besteht aus Ausbildungsveranstaltungen und praktischer Mitarbeit bei unterschiedlichen Dienststellen der öffentlichen Verwaltung:
Die informatorische Tätigkeit vermittelt Kenntnisse über Gliederung und Aufgaben der Verwaltung, das Zusammenspiel der Dienststellen untereinander und das Verhältnis zwischen politischen Gremien und Verwaltung. Neben dem spezifischen Fachwissen sollen Kenntnisse der einschlägigen Rechtsgrundlagen sowie des Finanz- und Personalwesens erarbeitet und Einblicke in Führungsaufgaben gewonnen werden. Während der praktischen Mitarbeit ist eine weitgehend selbständige Mitarbeit bei hoheitlichen und fiskalischen Aufgaben der technischen Verwaltung vorgesehen.
Daneben bestehen regelmäßige wöchentliche Arbeitsgemeinschaften der Referendare. In den Arbeitsgemeinschaften wird in Form von Vorträgen, Referaten und Fachexkursionen umfangreiches Fachwissen vermittelt. Verschiedene Fachlehrgänge im Laufe des Referendariats (unter anderem mit den Schwerpunkten Verwaltungsgrundlagen, Fachrecht, Leitungsaufgaben und Wirtschaftlichkeit) dienen der Vertiefung einzelner Themenbereiche.

## Bundesverband
1946 wurde aus Eigeninitiative der Bundesverband des technischen Referendariats (BTR, ehemals BvdtR) als Interessenvertretung gegründet. Mitglieder sind die Arbeitsgemeinschaften der einzelnen Fachrichtungen auf der Ebene der Ausbildungsbehörden. Als Arbeitsgemeinschaft gilt die Gesamtheit der Referendare einer Fachrichtung bei einer oder mehrerer Ausbildungsbehörde. Sie koordiniert ihre Aktivitäten nach innen und außen selbst. Die Organe des Bundesverbandes sind die zweimal jährlich tagende Bundesversammlung und der Vorstand.